# Mitteleuropa-Route (EV4)
Die EuroVelo-Route EV4 ist ein über 5.050 Kilometer langer Radfernweg von Roscoff in Frankreich nach Kiew in der Ukraine.

## Streckenführung

### Frankreich, Belgien und Niederlande
In Frankreich (meist unter dem Namen Velomaritime), Belgien und den Niederlanden gibt es ein stark ausgebautes Radroutennetz, das schon mit der geplanten Streckenführung beschildert ist. Wegen der Vielzahl der Radwege sind gute Karten ratsam.
Die EV4 beginnt in Roscoff in Frankreich und führt meist nahe an der Atlantikküste nach Westen. Im Bereich der Halbinsel Cotentin verzweigt er sich, um dann ab Carentan wieder einheitlich entlang der Küste zu sein. Dann führt er durch Brügge in Belgien, Breda und Eindhoven in den Niederlanden und kreuzt bei Venlo die deutsch-niederländische Grenze.

### Deutschland
In Deutschland führt die EV4 durch die Bundesländer Nordrhein-Westfalen, Rheinland-Pfalz, Hessen und Bayern. Sie führt von der niederländischen Grenze an den Rhein bei Düsseldorf, an diesem entlang bis zur Mündung des Mains und diesen entlang bis zu dessen Quelle bei Bischofsgrün und weiter bis zur deutsch-tschechischen Grenze bei Cheb. In Deutschland verläuft die Strecke der EV4 ab Düsseldorf auf den Trassen der bestehenden Radwege des D-Netzes (Niederländische Grenze – Mainz (D-Route 8); und Mainz – Tschechische Grenze (D-Route 5)).

### Tschechien
Der tschechische Abschnitt verläuft von Cheb über die Städte Pilsen, Prag und Brno bis nach Ostrava.

### Polen
In Polen soll der Radfernweg von der tschechisch-polnischen Grenze über Krakau und Rzeszów zur ukrainischen Grenze verlaufen.

### Ukraine
Der Abschnitt in der Ukraine verläuft von der polnischen Grenze über Lemberg, Schytomyr in die ukrainische Hauptstadt Kiew.